# Труш Володимир Євдокимович
Труш Володимир Євдокимович (*22 січня 1941 р., с.Плоске Носівського району, Чернігівська область - пом. 03 червня 2019 р., м.Херсон) — кандидат економічних наук (1972 р.), професор (1991 р.), голова Херсонської обласної Спілки економістів України (з 10.06.2002 р.). Член Президії Спілки економістів України (з 31.10.2001 р.). Заслужений працівник освіти України.

## Біографія
Родина
Народився в сільській родині. Батько Євдоким Ігнатійович (1906 р. -1986 р.) — учасник Другої світової війни, мати Домна Григорівна (1919 р.-2007 р.) . 
Освіта
1958 р. — бухгалтерська школа, м. Ніжин, Чернігівська обл.; 1965 р. — Київського інституту народного господарства, економіст. 
Кар'єра
- 1958-61 рр. — заступник головного бухгалтера, головний бухгалтер у колгоспі І. В. Мічуріна, м. Носівка.
- 1965-68 рр. — викладач у КІНГ.
- 1968-71 рр. — навчання в аспірантурі КІНГ.
- 1972-80 рр. — викладач, заступник декану, декан економічного факультету фінансово-економічного інституту, м. Тернопіль.
- 1980-83 рр. — доцент Криворізької філії КІНГ.
- 1983 р. — заступник декана економічного факультету, 1984 -2012 рр. — завідувач кафедри обліку і аудиту, 1996–2005 рр. — декан економічного факультету Херсонського національного технічного університу.
- 1993-94 рр. — стажування в університеті м. Ньюкасл, Велика Британія.

## Досягнення
- Автор більше 120 наукових робіт, у тому числі 12 підручників, навчальних посібників, монографії. Володіє французькою, англійською мовами.
- Дійсний член Академії економічних наук України (1995), голова ХРО Академії економічних наук України (з 1996).
- Член Національної Асоціації бухгалтерів Франції (з 1996).
- Дійсний член Академії економічної кібернетики України (1998).
- Член редакційної колегії журналу «Бухгалтерський облік і аудит».

## Відзнаки
- Грамота, медаль Кабінету Міністрів України за розробку концепції реформування економіки Херсонської області. (1999).
- Відмінник вищої школи України (2001).
- Заслужений працівник освіти України (2007)[1]